# Чемпионат мира по стрельбе из лука 1935
5-й чемпионат мира по стрельбе из лука прошёл в Брюсселе (Бельгия) в августе 1935 года и был организован Всемирной федерацией стрельбы из лука (FITA).

## Призёры

### Классический лук
| Дисциплина                     | Золото           | Серебро      | Бронза                    |
| Мужчины. Индивидуальный турнир | Адриен Ван Колен | Жорж Де Ронс | Франс Вальравен           |
| Женщины. Индивидуальный турнир | Ина Катани       | Е. Аткинсон  | Янина Курковская-Спыхаева |
| Мужчины. Командный турнир      | Чехословакия     | Бельгия      | Швеция                    |
| Женщины. Командный турнир      | Великобритания   | Швеция       | Польша                    |

## Медальный зачёт
| Место | Страна         | Золото | Серебро | Бронза | Всего |
| ----- | -------------- | ------ | ------- | ------ | ----- |
| 1     | Бельгия        | 1      | 2       | 1      | 4     |
| 2     | Швеция         | 1      | 1       | 1      | 3     |
| 3     | Великобритания | 1      | 1       | -      | 2     |
| 4     | Чехословакия   | 1      | -       | -      | 1     |
| 5     | Польша         | -      | -       | 2      | 2     |